# IX Juegos Centroamericanos y del Caribe
Los IX Juegos Centroamericanos y del Caribe se celebraron en la ciudad de Kingston, Jamaica del 15 al 28 de agosto de 1962.

## Historia
Para esta edición se presentaron muchas dificultades para encontrar una ciudad sede, de allí que se creó la Organización Deportiva Centroamericana y del Caribe (ODECABE).

## Equipos participantes
Los países de Barbados y Bahamas se presentaron por primera a los Juegos. En total asistieron 15 naciones.

## Medallero
La tabla se encuentra ordenada por la cantidad de medallas de oro, plata y bronce.
Si dos o más países igualan en medallas, aparecen en orden alfabético.
| Núm. | País                  | Oro | Plata | Bronce | Total |
| ---- | --------------------- | --- | ----- | ------ | ----- |
| 1    | México                | 37  | 25    | 26     | 88    |
| 2    | Venezuela             | 15  | 27    | 15     | 57    |
| 3    | Cuba                  | 12  | 11    | 13     | 36    |
| 4    | Puerto Rico           | 11  | 14    | 13     | 38    |
| 5    | Colombia              | 10  | 4     | 11     | 25    |
| 6    | Jamaica               | 8   | 7     | 8      | 23    |
| 7    | Trinidad y Tobago     | 4   | 4     | 7      | 15    |
| 8    | Antillas Neerlandesas | 4   | 3     | 2      | 9     |
| 9    | Bahamas               | 4   | 1     | 1      | 6     |
| 10   | Panamá                | 3   | 7     | 4      | 14    |
| 11   | República Dominicana  | 2   | 1     | 2      | 5     |
| 12   | Guyana                | 1   | 3     | 2      | 6     |
| 13   | Guatemala             | 1   | 2     | 2      | 5     |
| 14   | El Salvador           | 0   | 2     | 3      | 5     |
| 15   | Barbados              | 0   | 1     | 2      | 3     |